# Ardisia diversilimba
Ardisia diversilimba är en viveväxtart som beskrevs av Elmer Drew Merrill. Ardisia diversilimba ingår i släktet Ardisia och familjen viveväxter. Inga underarter finns listade i Catalogue of Life.